# Katrine De Candole
Katrine De Candole, née à Berlin, est une actrice allemande,,.

## Filmographie
- 2003 : Heartbeat (série télévisée) : Hannah Starosta
- 2003 : The Vice (série télévisée) : Roberta
- 2003 : Between the Sheets (mini-série) : Bahuska Versotko (6 épisodes)
- 2004 : La Loi de Murphy (série télévisée) : Beka
- 2004 : Making Waves (série télévisée) : Natalya
- 2004 : Top Buzzer (série télévisée) : Muriel (3 épisodes)
- 2005 : Casanova (mini-série) : Angela Tosello
- 2005 : Oasis: Lyla (court métrage) : Lyla
- 2005 : Julian Fellowes Investigates: A Most Mysterious Murder (série télévisée) : Maria Hohl
- 2005 : Hex (série télévisée) : Perie the Faerie (4 épisodes)
- 2006 : Fated : Amy
- 2007 : Kingdom (série télévisée) : Aeste
- 2009 : Demons (mini-série) : Anika
- 2009 : City Rats : Chloe
- 2009 : Casualty (série télévisée) : Cecily Ward
- 2010 : Outnumbered (série télévisée) : Valentina
- 2010 : Emmerdale (série télévisée) : Amber Vickers (2 épisodes)
- 2010 : Any Human Heart (mini-série) : Anna
- 2011 : Zen (mini-série) : Ana Bini
- 2011 : Love's Kitchen : Françoise
- 2011 : X-Men: First Class : la réceptionniste suisse
- 2012 : Inspecteur Lewis (série télévisée) : Davina Garland
- 2013 : El cosmonauta : Yulia
- 2013 : The Cosmonaut: Transmedia Experience (série télévisée) : Yulia (23 épisodes)
- 2014 : Dominion (série télévisée) : Uriel (4 épisodes)
- 2016 : Crow : Sophie
- 2016 : Lovesick (série télévisée) : Agata
- 2019 : MotherFatherSon (série télévisée) : Sophie White